# Расін (Міннесота)
Расін (англ. Racine) — місто (англ. city) в США, в окрузі Мовер штату Міннесота. Населення — 458 осіб (2020).

## Географія
Расін розташований за координатами 43°46′34″ пн. ш. 92°28′50″ зх. д. / 43.77611° пн. ш. 92.48056° зх. д. (43.776117, -92.480485).  За даними Бюро перепису населення США в 2010 році місто мало площу 1,74 км², уся площа — суходіл.

## Демографія
Згідно з переписом 2010 року, у місті мешкали 442 особи в 157 домогосподарствах у складі 122 родин. Густота населення становила 254 особи/км².  Було 166 помешкань (95/км²).
Расовий склад населення:
| - 98,9 % — білих - 0,2 % — чорних або афроамериканців |

До двох чи більше рас належало 0,9 %. Частка іспаномовних становила 1,4 % від усіх жителів.
За віковим діапазоном населення розподілялося таким чином: 30,5 % — особи молодші 18 років, 60,2 % — особи у віці 18—64 років, 9,3 % — особи у віці 65 років та старші. Медіана віку мешканця становила 35,0 року. На 100 осіб жіночої статі у місті припадало 104,6 чоловіків;  на 100 жінок у віці від 18 років та старших — 102,0 чоловіків також старших 18 років.
Середній дохід на одне домашнє господарство  становив 73 576 доларів США (медіана — 60 833), а середній дохід на одну сім'ю — 84 599 доларів (медіана — 78 750). Медіана доходів становила 40 938 доларів для чоловіків та 40 179 доларів для жінок. За межею бідності перебувало 10,5 % осіб, у тому числі 16,4 % дітей у віці до 18 років та 3,6 % осіб у віці 65 років та старших.
Цивільне працевлаштоване населення становило 246 осіб. Основні галузі зайнятості: освіта, охорона здоров'я та соціальна допомога — 35,8 %, будівництво — 13,4 %, виробництво — 13,0 %.